# Nemzeti Versenyképességi Tanács
A Nemzeti Versenyképességi Tanács (NVT) a magyar kormány által 2016 októberében létrehozott szerv, melynek fő feladata Magyarország versenyképességének erősítése, az állami szolgáltatások javítása.

## Tagjai
- Bársony Farkas, az Amerikai Kereskedelmi Kamara Magyarországon (AmCham) elnöke, a General Electric ügyvezető igazgatója
- Csath Magdolna, a Szent István Egyetem emeritus professzora, a Nemzeti Közszolgálati Egyetem magántanára
- Ésik Róbert, a Nemzeti Befektetési Ügynökség (HIPA) elnöke
- Hernádi Zsolt, a MOL-csoport elnök-vezérigazgatója
- Jánoskuti Levente, a McKinsey & Company budapesti irodavezetője
- Dale A. Martin, a Német-Magyar Ipari és Kereskedelmi Kamara (DUIHK) elnöke, a Siemens Zrt. elnök-vezérigazgatója

- Palkovics László innovációs és technológiai miniszter
- Parragh László, az Magyar Kereskedelmi és Iparkamara (MKIK) elnöke
- Varga Mihály pénzügyminiszter

## Működése
A Tanács 2017. március 23-án tartotta meg alakuló ülését. Terveik szerint havonta üléseznek, és már 2017-ben konkrét törvényhozási kezdeményezésekkel fognak előállni főként a következő területeken:
- cégalapítás
- építési engedélyek felülvizsgálata
- energiaellátás biztosítása
- adóadminisztráció
- kistulajdonosok védelme
- fizetésképtelenség

(Ezek a területek pontosan megegyeznek azokkal, melyekben a Világbank Doing Business versenyképességi értékelése során Magyarország rosszabb pontszámokat kapott 2017-ben, mint 2016-ban. Összességében Magyarország 1 helyet rontva, jelenleg 190 ország közül a 41. helyen áll.)
A 2017. április 6-án tartott második ülésükön a munkaerőpiaci kérdéseket járt körbe, valamint bejelentették, hogy az első ülésen érintett ügyekben a kormány jóváhagyta, hogy törvénymódosításokat kezdeményezzen a Nemzetgazdasági Minisztérium.
A 2017. április 20-án tartott harmadik ülésen három újabb javaslatot vitattak meg:
- a készpénzforgalom csökkentése érdekében a bankszámlák területén egy szociális alapszámla bevezetése
- a közműszolgáltatásoknál az elektronikus fizetések elterjesztése
- a vállalkozások számára is a NAV készítse az adóbevallást

A 2017. május 18-án tartott negyedik ülés után bejelentették, hogy működésük nyomán eddig 15 módosító indítványt nyújtottak be az Országgyűlésnek, amiről május-júniusban döntés születhet
Ősszel a digitalizáció és oktatás kapcsolatáról, valamint az egészségügyről tárgyal majd a tanács.

## Hatása
2017. április 12-én a Miniszterelnökség beterjesztette az Országgyűlésnek a közmű-csatlakozások felgyorsítását szolgáló törvényjavaslatot.
(Az energiaellátás biztosítása tekintetében Magyarország 190 ország közül a 121. helyen áll a Világbank 2017-es Doing Business versenyképességi listáján. A vizsgált 10 versenyképességi terület közül ebben érte el az ország messze a legrosszabb helyezést, így racionálisnak tűnik, hogy épp ennek a területnek a reformjával kezdik meg a versenyképesség átfogó javítását.)
A szóban forgó 6 területből az első 5-ben elindítottak olyan jogszabály-módosításokat, amelyek még 2017 első félévében parlamenti szavazásra fognak jutni. A fizetésképtelenség területén lassabb az előrehaladás.